# Fritz Förderer
Fritz Förderer (Karlsruhe, 5 januari 1888 - Weimar, 20 december 1952) was een Duits voetballer.

## Biografie
Förderer was een van de betere voetballers van zijn tijd. In 1910 won hij met zijn club Karlsruher FV de landstitel in de finale tegen Holstein Kiel. KFV beleefde in deze tijd zijn glorieperiode dankzij het wonderbaarlijke aanvallerstrio Förderer-Hirsch-Fuchs. In 1911 schakelde VfB Leipzig de club in de halve finale uit, maar een jaar later bereikte KFV wederom de finale tegen Kiel en ditmaal trok Kiel aan het langste eind. Hij zat ook in het Zuid-Duitse elftal dat in 1910 en 1912 de Kronprinzenpokal won, een bekerwedstrijd voor de regionale voetbalbonden. In 1921 zou hij die beker ook nog eens winnen met de Midden-Duitse bond.
Op 5 april 1908 zat hij in de selectie voor de allereerste interland die Duitsland ooit speelde, in Bazel, hij scoorde één keer maar de Duitsers gingen wel met 3-5 onderuit tegen de Zwitsers. Ook veertien dagen later tegen de Engelse amateurs werd hij opgesteld en maakte hij de eerredder, het werd 1-5 in Berlijn. Op 24 maart 1912 zat hij ook in het elftal dat een legendarische 5-5 gelijk speelde tegen Nederland in Zwolle, zijn ploegmaat Hirsch scoorde hierbij vier keer. Hij ging ook mee naar de Olympische Spelen in 1912. In de eerste ronde werd Duitsland al uitgeschakeld, maar ging wel naar de troostronde. Duitsland moest Rusland partij geven en het zou de grootste overwinning in de geschiedenis van het land worden. Zestien keer lieten de Duitsers de netten trillen. Fuchs trapte tien keer raak en Förderer vier keer. In de volgende ronde, die ze verloren van Hongarije, maakte hij het enige doelpunt voor Duitsland. Na een nederlaag tegen Denemarken op 26 oktober 1913 trok hij zich terug uit het nationale elftal. Hij had ook een scheenbeenblessure opgelopen.
Na de Eerste Wereldoorlog werd hij sportleraar en verhuisde naar Halle, waar hij bij VfL Halle 1896 ging spelen.
- Gemeinsame Normdatei: 1012803279
- International Standard Name Identifier: 0000 0001 2091 8650
- Virtual International Authority File: 172036461